# فینال جام باشگاه‌های اروپا ۱۹۷۱
فینال جام باشگاه‌های اروپا ۱۹۷۱، رقابت پایانی جام باشگاه‌های اروپا در سال ۱۹۷۱ میلادی است که مابین دو تیم باشگاه فوتبال آژاکس و باشگاه فوتبال پاناتینایکوس در ورزشگاه ومبلی ، لندن برگزار شده‌است.
این مسابقه که در تاریخ ۲ ژوئن ۱۹۷۱ انجام شده‌است با نتیجه ۲ بر ۰ به سود تیم باشگاه فوتبال آژاکس به پایان رسید.